# Fenazyna
Fenazyna, akrydyzyna – heterocykliczny wielopierścieniowy związek chemiczny z grupy barwników azynowych o szkielecie węglowym antrachinonu (pochodna antrachinonu), zawierający dwa heteroatomy azotu.